# Pulcinella (Stravinsky)
Pulcinella is een ballet van Igor Stravinsky gebaseerd op een 18e-eeuws toneelstuk — Pulcinella is een personage uit de Commedia dell'arte. Het ballet ging in première in de Parijse Opéra op 15 mei 1920 onder leiding van Ernest Ansermet. De danser Léonide Massine schreef zowel het libretto als de choreografie, en Pablo Picasso ontwierp de kostuums en decors. Het ballet werd geschreven in opdracht van Sergei Diaghilev.

## Geschiedenis
Diaghilev wilde een ballet gebaseerd op een libretto afkomstig uit de Commedia dell'arte en muziek die in die tijd werd toegeschreven aan Giovanni Pergolesi (naar later bleek waarschijnlijk onterecht; een deel van de muziek werd mogelijk geschreven door Domenico Gallo, Unico Wilhelm van Wassenaer, Carlo Ignazio Monza en Alessandro Parisotti). Dirigent Ernest Ansermet schreef aan Stravinsky in 1919 over de plannen, maar de componist was aanvankelijk niet gecharmeerd van het idee van de muziek van Pergolesi. Hij veranderde echter van gedachten nadat hij de partituur had bestudeerd, die Diaghilev had gevonden in bibliotheken in Napels en Londen. Stravinsky herschreef deze oude muziek in een modernere wijze door specifieke thema's en structuren over te nemen en er moderne ritmes, cadensen en harmonieën aan toe te voegen. Pulcinella is georkestreerd voor een  modern kamerorkest met sopraan-, tenor- en baritonsolisten. Pulcinella wordt vaak beschouwd als het eerste werk uit Stravinsky's neoklassieke periode.

## Delen van het complete ballet
Het ballet is geschreven voor 3 solo-zangers (1 sopraan, 1 tenor en 1 bas), 2 fluiten (2e ook piccolo), 2 hobo's, 2 fagotten, 2 hoorns in F, 1 trompet in C, 1 trombone, een concertino van solostrijkers (2 violen, 1 altviool, 1 cello, 1 contrabas) en de ripieno bestaande uit de tutti-strijkers (8 violen, 4 altviolen, 3 celli en 3 contrabassen). Een gemiddelde uitvoering duurt 35 minuten.
1. Ouverture: Allegro moderato
2. Serenata: Larghetto, Mentre l'erbetta (tenor)
3. Scherzino: Allegro
4. Allegro
5. Andantino
6. Allegro
7. Ancora poco meno: Contento forse vivere (sopraan)
8. Allegro assai
9. Allegro- alla breve: Con queste paroline (bas)
10. Andante: Sento dire no'ncè pace (sopraan, tenor & bas)
11. Allegro: Ncè sta quaccuna po (sopraan & tenor)
12. Presto: Una falan zemprece (tenor)
13. Allegro: - Alla breve
14. Tarantella
15. Andantino:  se tu m'ami (sopraan)
16. Allegro
17. Gavotta con due variazioni
18. Vivo
19. Tempo di minuetto: Pupillette, fiammette d'amore (sopraan, tenor & bas)
20. Finale: Allegro assai

## Pulcinella Suite
De Pulcinella-suite is ontstaan uit het ballet en heeft geen zangpartijen. De suite werd gereviseerd door de componist zelf. Het ballet werd gereviseerd in 1965.
De Pulcinella-suite bestaat uit acht delen:
1. Sinfonia
2. Serenata
3. a: Scherzino  b: Allegretto  c: Andantino
4. Tarantella
5. Toccata
6. Gavotta (con due variazioni)
7. Vivo
8. a: Minuetto  b: Finale

## Suite italienne
Stravinsky baseerde de volgende werken op het ballet:
- 1925: Suite d'après des thèmes, fragments et morceaux de Giambattista Pergolesi voor viool en piano (in samenwerking met Paul Kochanski).
- 1932/33: Suite italienne voor cello en piano (in samenwerking met Gregor Pjatigorski).
- 1933: Suite italienne voor viool en piano (in samenwerking met Samuel Dushkin).
- Later maakten Jascha Heifetz en Piatigorsky een arrangement voor viool en cello, die ze ook Suite Italienne noemden.

## Verhaal
Het verhaal van Pulcinella komt uit een handschrift uit Napels dat dateert uit 1700. Het bestaat uit een aantal komedies, typisch voor het populaire Napolitaande theater. Het bewuste verhaal heeft de titel Quartre Polichinelles semblables ("Vier identieke Pulcinella's").
Het ballet ontvouwt zich in een enkele akte. De personages zijn Pulcinella, zijn vriendin Pimpinella, zijn vrienden Furbo, Prudenza en Rosetta, en Florindo en Cloviello. Het verhaal begint met Florindo en Cloviello die een serenade brengen aan Prudenza en Rosetta. De twee vrouwen zijn niet onder de indruk en antwoorden door de aanbidders met water te overgieten. Prudenza's vader, een arts, verschijnt en jaagt hen weg.
Een nieuwe episode begint met Rosetta en haar vader. Rosetta danst voor Pulcinella en ze kussen. Pimpinella ziet hen echter en onderbreekt de scène. Florindo en Cloviello arriveren en zijn jaloers op Pulcinella: ze slaan hem in elkaar.  Pulcinella werd gestoken, maar dit is echter doorgestoken kaart om Pimpinella medelijden te laten krijgen en Pulcinella te vergeven. Furbo verschijnt, vermomd als magiër en doet Pulcinella's lichaam herrijzen in bijzijn van eenieder. Pimpinella vergeeft Pulcinella inderdaad, en Prudenza en Rosetta geven toe aan Florindo's en Cloviello's avances. Het ballet eindigt met de bruiloft van de 3 koppels.

## Belang
Pulcinella luidde Stravinsky's tweede fase in als componist, de neoklassieke periode. Hij schreef over Pulcinella: “Pulcinella was mijn ontdekking van het verleden, de verschijning waardoor mijn latere werk mogelijk werd. Het was een blik achterwaarts, natuurlijk - de eerste van vele liefdesaffaires in die richting - maar het was ook een blik in de spiegel.” Het ballet werd opnieuw uitgevoerd en gereviseerd door de balletgrootheden George Balanchine en Jerome Robbins van het New York City Ballet, die beiden dansten met Robbins in de titelrol tijdens het Stravinsky Festival in 1972.